# Merykara
Merikara es último faraón de la dinastía X del Antiguo Egipto, c. 2010-2000 a. C., durante la época histórica denominada primer periodo intermedio de Egipto.
Es el último rey que gobierna desde Heracleópolis Magna. Sólo controla parte del país y debe enfrentarse con Mentuhotep II, el faraón de la rival dinastía XI con sede en Tebas.
Es hijo de Jety VII, y pudiera ser el destinatario de los famosos preceptos inscritos en papiro, con grafía hierática: las Enseñanzas de Jety para su hijo Merikara.
Fue enterrado en una pirámide llamada "Uadsut Merykara", construida en Saqqara, y aunque se desconoce el lugar exacto donde se erigió, podría ser la pirámide en ruinas situada al este de la de Teti.

## Titulatura
| Titulatura | Jeroglífico | Transliteración (transcripción) - traducción - (referencias) |

| ra | mr | i | i | D28 |

| ra | mr | i | i | D28 |

| ra | mr | i | i | D28 |

| ra | mr | i | i | D28 |

| ra | mr | i | i | D28 |

| ra | mr | i | i | D28 |

| ra | mr | i | i | D28 |

| ra | mr | i | i | D28 |

| ra | mr | i | i | D28 |

| ra | mr | i | i | D28 |

| ra | mr | i | i | D28 |

| ra | mr | i | i | D28 |

| ra | mr | i | i | D28 |

| ra | mr | i | i | D28 |

| ra | mr | i | i | D28 |

| ra | mr | i | i | D28 |